# Skrzelonogi
Skrzelonogi (Branchiopoda) – skorupiaki słodkowodne. Ciało wyraźnie segmentowane – duża liczba segmentów. Odnóża liczne, dwugałęziste, służą jednocześnie do poruszania się, oddychania i do pobierania pokarmu. Żywią się odfiltrowując drobne cząstki pokarmowe (detrytus, plankton) z wody. Serce ma postać wydłużonego naczynia grzbietowego, kurczliwego, z licznymi ostiami. Układ nerwowy jest bardzo prymitywny – drabinkowy. W rozmnażaniu częste jest zjawisko partenogenezy.
Do najbardziej znanych należą: solowiec (Artemia) i rozwielitka (Daphnia) – będące popularnym pokarmem dla ryb akwariowych. Mniej znane są przekopnice, dziwogłówki i skrzelopływki występujące w Polsce w zbiornikach okresowych.

## Systematyka
Podgromada Phyllopoda – liścionogi
- Rząd Notostraca – przekopnice, tarczowce
- Rząd Diplostraca – dwupancerzowce

Podgromada Sarsostraca
- Rząd Anostraca – bezpancerzowce

## Galeria

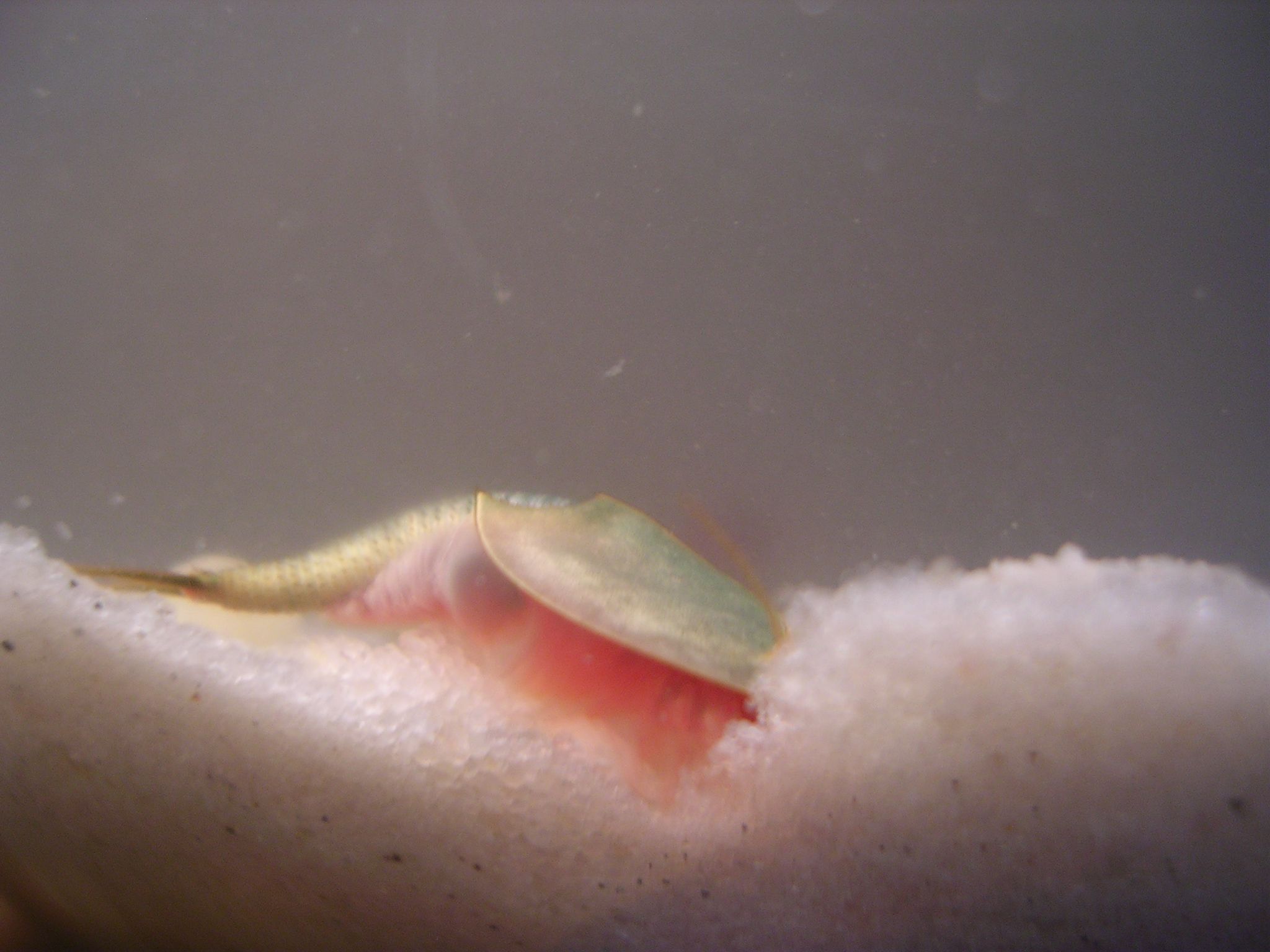
Triops sp. chowający się w piasku
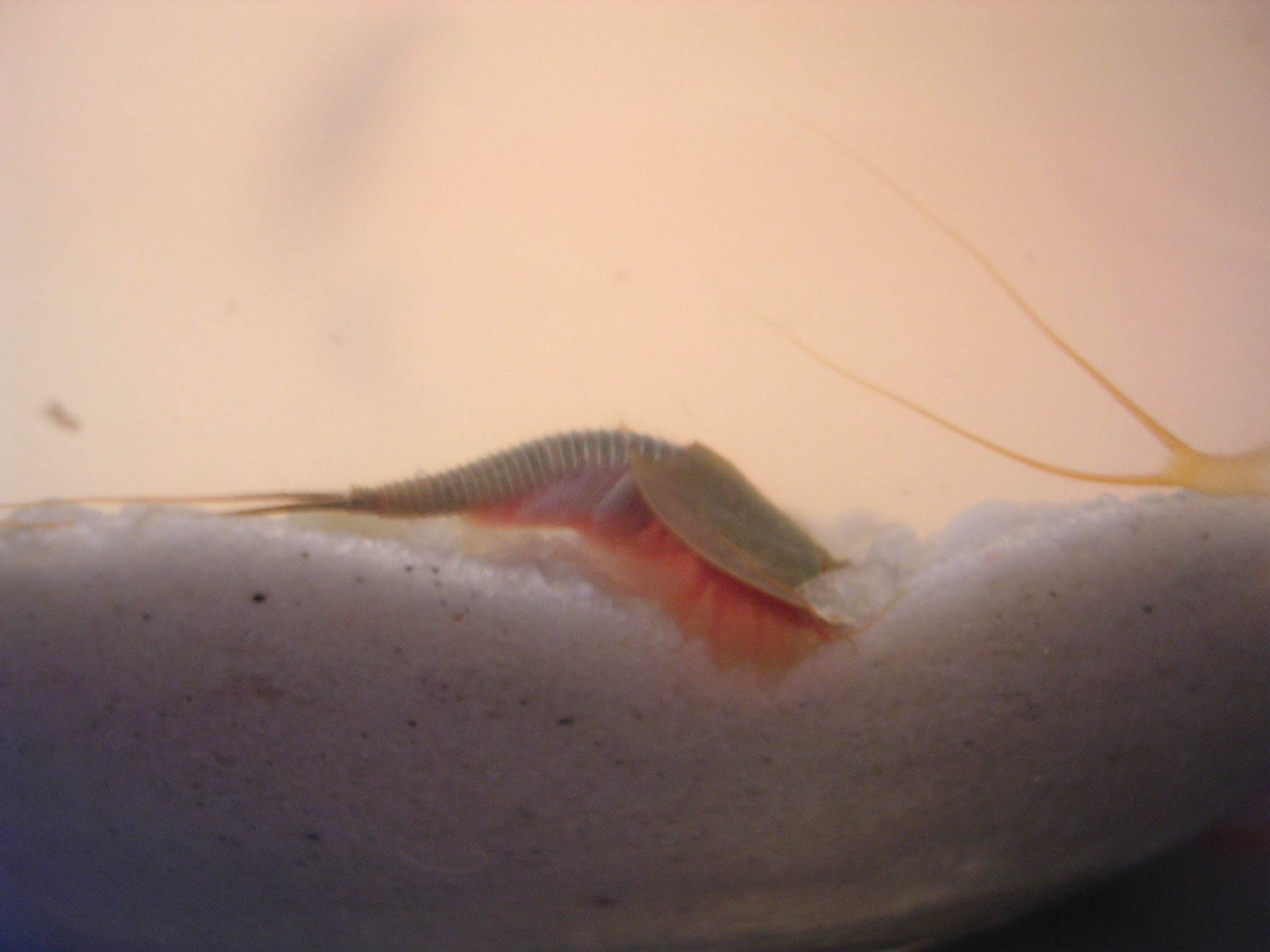
Dwa triopsy chowające się w piasku
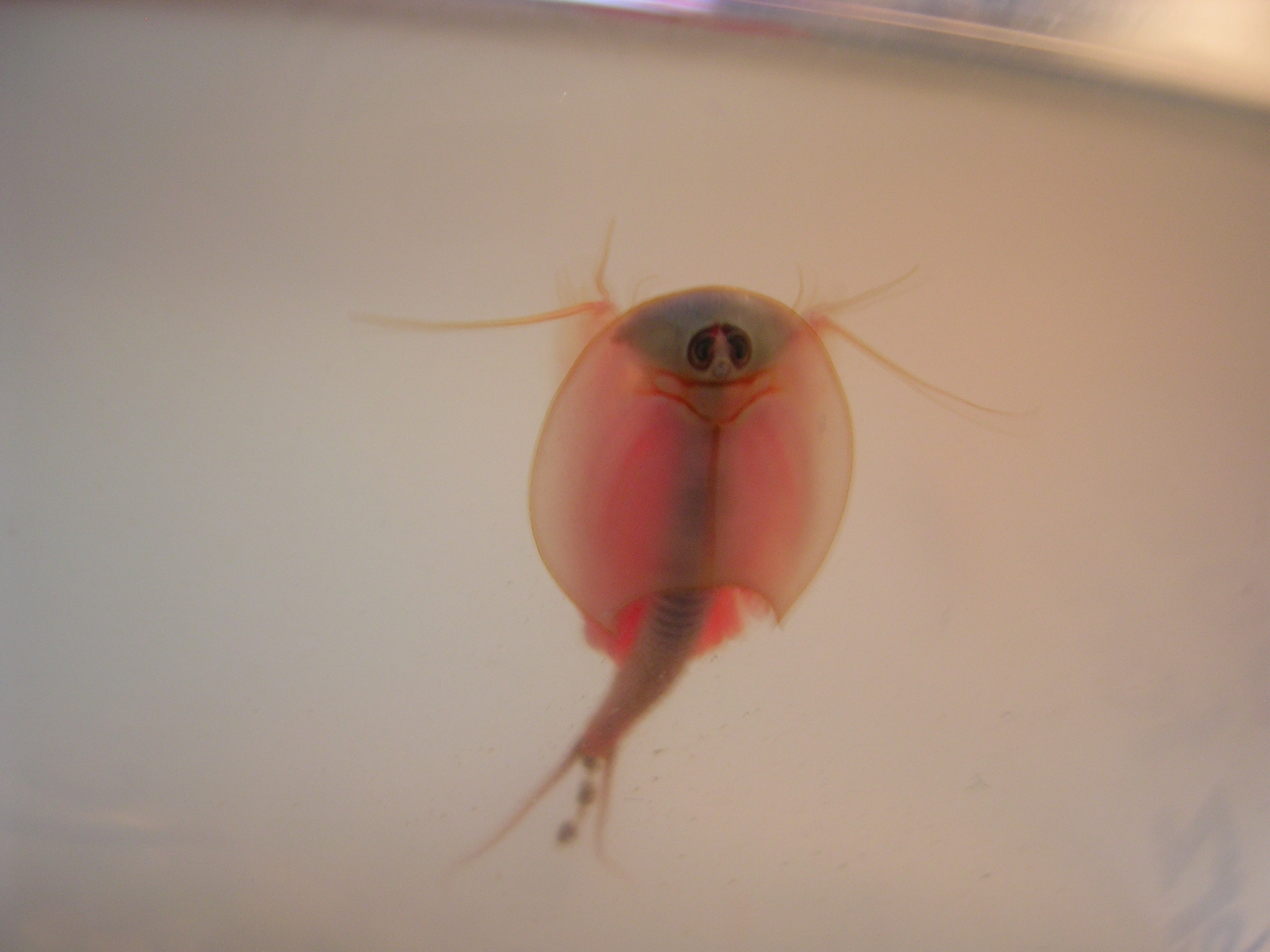
Triops sp. na ściance akwarium